# انتخابات مجلس فلسطین (۲۰۰۶)

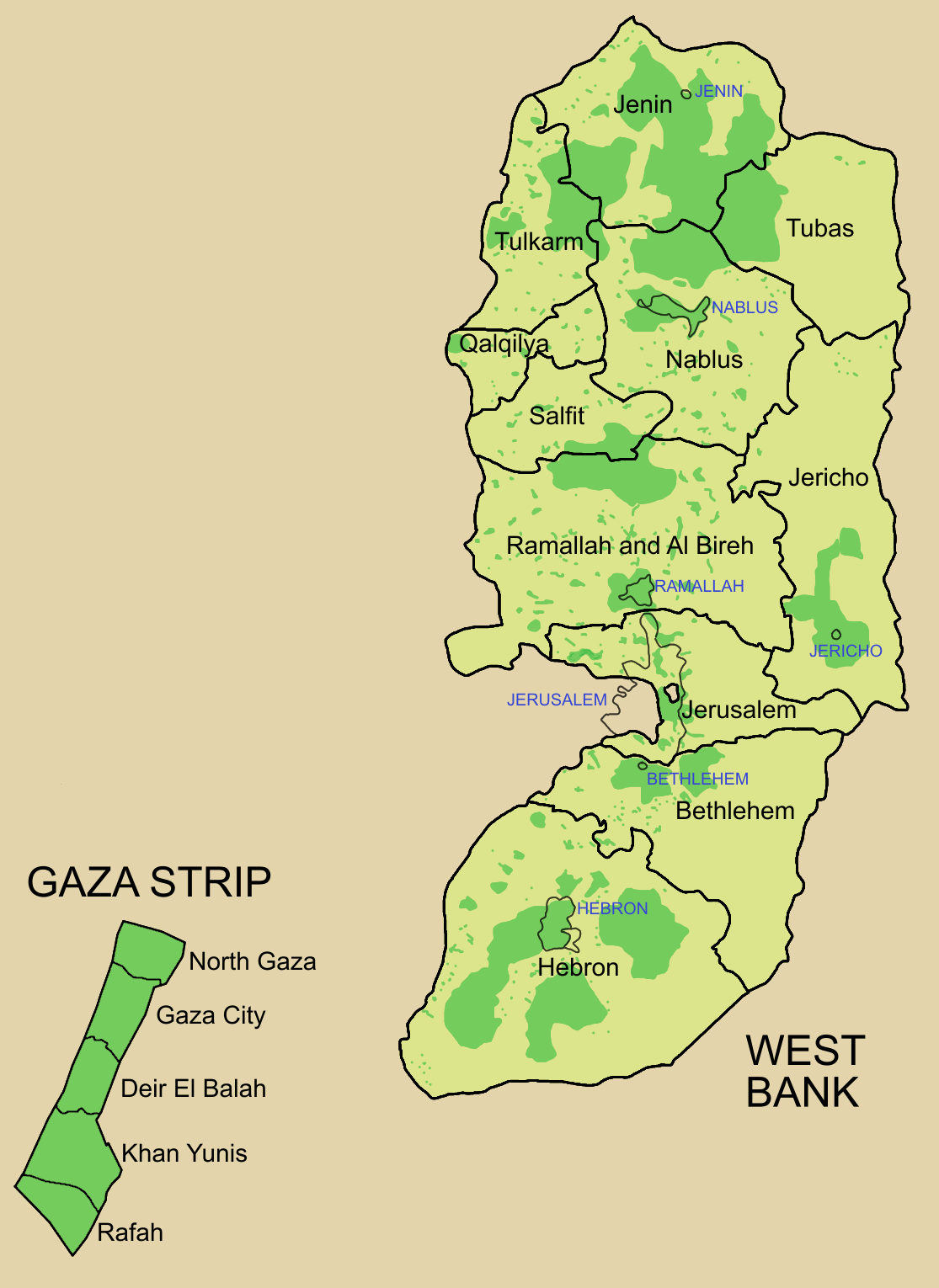
نقشه حوزه‌های انتخاباتی و مناطق تحت کنترل رسمی دولت فلسطین (سبز)

انتخابات مجلس فلسطین (۲۰۰۶) در ۲۵ ژانویه ۲۰۰۶ برای تعیین نمایندگان دومین دوره مجلس قانون‌گذاری فلسطین برگزار شد. دوره پیشین انتخابات در ۱۹۹۶ برگزار شده بود و دوره‌های بعدی انتخابات به‌دلیل ناآرامی‌های ناشی از آغاز دور جدید درگیری‌های اسرائیل و فلسطین به تعویق افتاده بود.
فلسطینی‌های ساکن نوار غزه، کرانه باختری و بیت‌المقدس شرقی واجد شرایط شرکت در این انتخابات بودند. بر پایه قانونی که در ژوئن ۲۰۰۵ به تصویب رسیده بود، تعداد اعضای این مجلس از ۸۸ به ۱۳۲ افزایش یافت و مقرر شده بود که نیمی از این کرسی‌ها بر پایه درصد تجمعی آراء فهرست انتخاباتی هر حزب مشخص شود و نیم دیگر به صورت فرد برنده در هر حوزه انتخابیه.

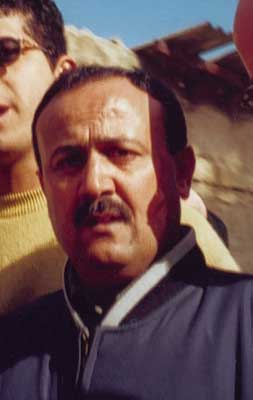
مروان برغوثی که در زندان اسرائیل به‌سر می‌برد، در صدر فهرست انتخاباتی جنبش فتح قرار داشت.

حماس که برای نخستین بار در این انتخابات شرکت کرده بود با کسب ۴۴٫۴۵٪ رأی به فهرست انتخاباتی خود و ۴۱٫۷۳٪ به کاندیداهای حوزه‌های انتخابیه با کسب ۷۴ کرسی حزب حاکم مجلس شد. جنبش فتح با ۴۱٫۴۳٪ رأی به فهرست انتخاباتی و ۳۶٫۹۶٪ در حوزه‌های انتخابیه اکثریت پیشین را از دست داد.
احمد قریع، نخست‌وزیر دولت فلسطین فردای انتخابات استعفا داد ولی به درخواست محمود عباس، رئیس دولت فلسطین، این پست را تا ۱۹ فوریه به عهده داشت تا اینکه اسماعیل هنیه، کابینه خود را تشکیل داد.

## فهرست‌ها
فهرست هر جریان انتخاباتی باید در بین ۳ نفر اول خود یک زن، در بین ۴ نفر بعدی یک زن دیگر و در بین ۵ نفر بعدی نیز یک زن دیگر را قرار می‌داد تا حداقلی از کرسی‌های مجلس برای زنان تضمین می‌شد.
همچنین هر حزب باید حداقل ۲٪ از کل آراء مربوط به احزاب را به دست می‌آورد تا راهی مجلس شود. در غیر این صورت رأی آن‌ها به احزاب دیگر تخصیص داده می‌شد.

## حوزه‌های انتخابی
شمار نمایندگان هر حوزه انتخابیه بر پایه جمعیت آن تعیین شد. در برخی از حوزه‌ها یک یا دو نماینده حتماً باید از بین مسیحیان انتخاب می‌شدند تا حداقل ۶ نفر از آنان در مجلس قرار گیرند. برای نمونه اگر در ۵ نفر اول حوزه انتخابیه رام‌الله هیچ‌یک مسیحی نبودند، کاندیدای مسیحی که بیشترین رأی را آورده بود جایگزین او می‌شد.

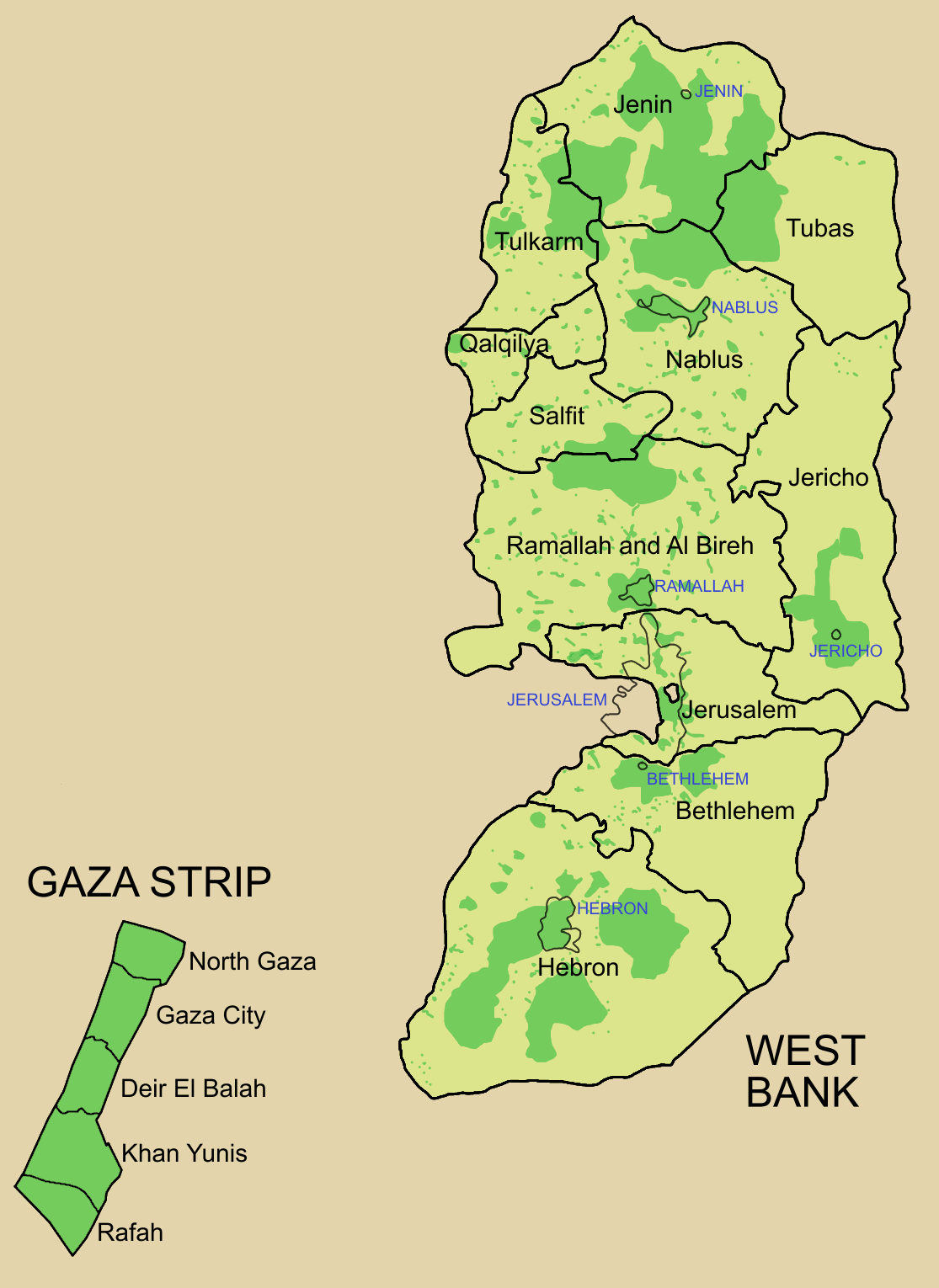
نقشه حوزه‌های انتخابیه در کرانه باختری و غزه که با خط سیاه از هم جدا شده‌اند

| منطقه                      | تعداد | ویژه مسیحیان |
| -------------------------- | ----- | ------------ |
| قدس شرقی                   | ۶     | ۲            |
| الخلیل                     | ۹     | -            |
| نابلس                      | ۶     | -            |
| رام‌الله                    | ۵     | ۱            |
| بیت‌لحم                     | ۴     | ۲            |
| جنین                       | ۴     | -            |
| طولکرم                     | ۳     |              |
| قلقیلیه                    | ۲     | -            |
| توباس                      | ۱     |              |
| سلفیت                      | ۱     | -            |
| اریحا                      | ۱     | -            |
| غزه شمالی                  | ۵     | -            |
| غزه                        | ۸     | ۱            |
| خان یونس                   | ۵     |              |
| دیرالبلح                   | ۳     |              |
| رفح                        | ۳     |              |
| کل                         | ۶۶    | ۶            |
| منبع: ستاد انتخابات فلسطین |       |              |

## فتح

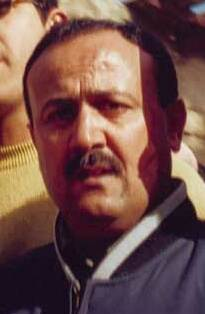
مروان برغوتی

فتح در مجلس پیشین ۶۸ کرسی از ۸۸ کرسی را در اختیار داشت. اما درگیری‌های داخلی فتح در آستانه انتخابات ضربه بزرگی را به این جریان وارد ساخت. اعضای مهمی همچون محمد دحلان رئیس سازمان امنیت ناحیه نوار غزه و عنصر بانفوذ سازمان که در مذاکرات اسلو نقش داشت و و مروان برغوثی فرمانده پیشین گردان‌های گروه نظامی وابسته به فتح که در دادگاه‌های اسرائیل به ۵ سال زندان محکوم شده بود، با رهبری جدید سازمان به مخالفت برخواستند.
انتخابات مقدماتی فتح برای تعیین نامزدها برگزار شد، اما نتایج آن در برخی حوزه‌ها از سوی رهبری سازمان رد شد و با دودستگی حاکم به تشکیل جبهه المستقبل متشکل از اعضای جوان‌تر فتح انجامید که مروان برغوثی را در صدر فهرست خود قرار دادند.
در هر حال رهبران دو شاخه در ۲۸ دسامبر به توافق رسیدند و فهرست واحدی از سوی فتح ارائه شد.

## حماس
حماس که برخلاف فتح وجود اسرائیل را به رسمیت نمی‌شناسد و در انتخابات گذشته به دلیل آن‌که دولت فلسطین را نامشروع می‌دانست، شرکت نکرده بود، در این انتخابات همچون انتخابات شهرداری‌های سال گذشته شرکت کرد. با این وجود حماس مواضع رسمی خود را تغییر نداده و همچنان موافقتنامه‌های اسلو را که دولت فلسطین براساس آن تشکیل شده بود، بی‌اعتبار می‌دانست.
احتمال پیروزی حماس در انتخابات که با اختلاف در فتح شدت گرفته بود، موجب نگرانی کشورهای غربی شد. چراکه خط مشی و رویه عملی حماس تقریباً به‌طور جهانی تروریستی شناخته می‌شود و آن‌ها اساساً موجودیت کشور همسایه اسرائیل را به رسمیت نمی‌شناسند. اهمیت این موضوع با توجه به این نکته مشخص می‌شود که گروه چهار متشکل از ایالات متحده آمریکا، اتحادیه اروپا، روسیه و سازمان ملل مهم‌ترین منبع مالی دولت خودگردان فلسطین است و حدود نیمی از بودجه این دولت را تأمین می‌کند.

## فلسطین مستقل
مصطفی برغوثی از خویشاوندان مروان برغوثی که در انتخابات ریاست جمهوری ۲۰۰۵ در جای دوم قرار گرفته بود، در صدر این فهرست قرار داشت. مهم‌ترین عضو این جریان حزب اقدام میهنی فلسطین بود. این جریان متعهد شده بود که فساد اداری و پارتی‌بازی را از میان بردارد و برای از بین بردن دیوار حائل اسرائیل در کرانه غربی تلاش کند. آن‌ها مدعی بودند که خواسته‌های اکثریت خاموش رأی‌دهندگان فلسطینی که با فساد و استبداد فتح و بنیادگرایی حماس مخالفند را رهبری می‌کنند.

## جبهه مردمی برای آزادی فلسطین
فهرست انتخاباتی "ابوعلی مصطفی" به جبهه خلق برای آزادی فلسطین تعلق داشت. نام فهرست به یاد ابوعلی مصطفی دبیرکل سابق حزب انتخاب شده بود که در حمله سال ۲۰۰۱ نیروهای اسرائیل کشته شده بود. جبهه مردمی برای آزادی فلسطین دومین سازمان بزرگ پس از فتح در سازمان آزادی‌بخش فلسطین (ساف) است.

## خط سوم
سلام فیاض وزیر دارایی و حنان عشراوی وزیر سابق آموزش عالی و تحقیقات در صدر فهرست خط سوم قرار داشتند. آن‌ها بر اصلاحات در نیروهای امنیتی دولت، اصلاحات دمکراتیک و توسعه اقتصادی و اجتماعی تأکید داشتند.
در آستانه انتخابات یکی از رهبران فتح در نابلس آن‌ها را به دریافت کمک از سیا متهم کرد.

## نتایج

ترکیب فعلی مجلس قانون‌گذاری فلسطین

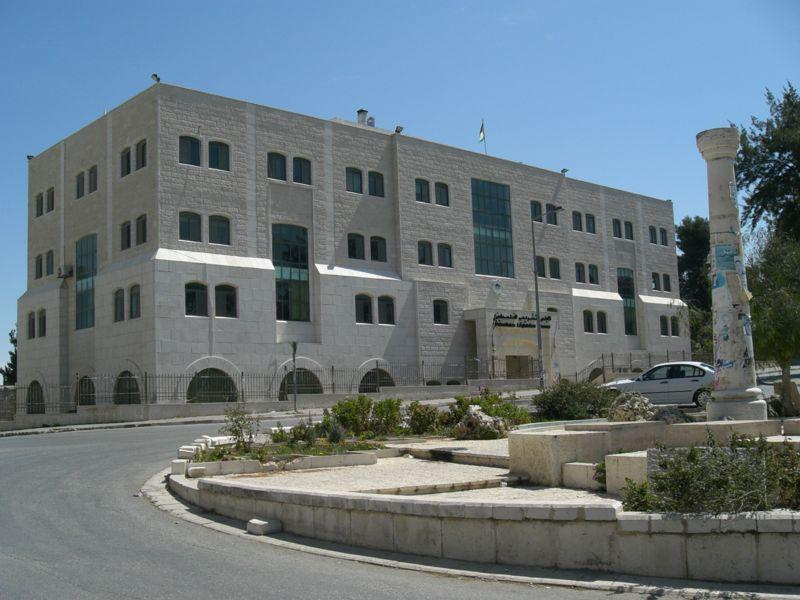
ساختمان مجلس قانون‌گذاری فلسطین در رام‌الله

| حزب                                                                                    | درصد آراء (به حزب) | شمار آراء | کرسی |
| -------------------------------------------------------------------------------------- | ------------------ | --------- | ---- |
| تغییر و اصلاح حماس                                                                     | ۴۲٫۹               | ۴۴۰٬۴۰۹   | ۷۴   |
| فتح                                                                                    | ۳۹٫۸               | ۴۱۰٬۵۵۴   | ۴۵   |
| ابوعلی مصطفی جبهه خلق برای آزادی فلسطین                                                | ۴٫۱                | ۴۲٬۱۰۱    | ۳    |
| ائتلاف البدیل جبهه دموکراتیک برای آزادی فلسطین حزب خلق فلسطین اتحادیه دموکراتیک فلسطین | ۲٫۸                | ۲۸٬۷۷۹    | ۲    |
| فلسطین مستقل اقدام میهنی فلسطین مستقل‌ها                                                | ۲٫۶                | ۲۶٬۵۵۴    | ۲    |
| آزادی و عدالت جبهه فلسطین عرب                                                          | ۲٫۳                |           | ۲    |
| راه سوم                                                                                | ۲٬۷۲               | ۲۳٬۸۶۲    | ۲    |
| مستقل‌ها                                                                                | -                  | -         | ۴    |
| منبع: ستاد انتخابات، نتایج نهایی                                                       |                    |           |      |